# Lara Arruabarrena
Lara Arruabarrena Vecino (San Sebastián, 20 de marzo de 1992) es una ex-tenista profesional española. En 2022 anunció su retirada del tenis y unos meses después anunciaría que empezaba su aventura profesional en el pádel.
Comenzó a jugar a la edad de ocho años y en 2007 empezó a competir en los torneos de ITF
Ha ganado 13 títulos del circuito ITF ($10.000). En 2012 ganó su primer título WTA en Bogotá. También tiene entre su palmarés cuatro títulos en dobles y un WTA 125.

## Carrera
El 19 de febrero de 2012 ganó el primer título WTA de su carrera en Bogotá tras derrotar a la rusa Aleksandra Panova con un marcador de 6-2, 7-5.
En ese mismo año, en Roland Garros, se clasificó por primera vez para un torneo de Grand Slam, siendo eliminado en la primera ronda por la serbia Ana Ivanovic.
En el Abierto de Estados Unidos, se clasificó para el cuadro principal por primera vez y llegó a la segunda ronda de un Grand Slam al vencer a la israelí Shahar Peer, perdiendo en la siguiente ronda ante la serbia Jelena Jankovic.
El 17 de febrero de 2013 ganó el torneo de la WTA 125s Cali al derrotar a la colombiana Catalina Castaño con un marcador de 6-3, 6-2.
En enero de 2016 se informó que estaba siendo investigada por la Unidad de Integridad del Tenis (TIU) junto con David Marrero debido a la sospecha por presunto amaño de un partido. Posteriormente la TIU exoneró a los dos tenistas debido a la inexistencia de pruebas que demostrasen los presuntos amaños.

## Títulos WTA (10; 2+8)

### Individual (2)
| Leyenda                    |
| Grand Slam (0)             |
| WTA Tour Championships (0) |
| Premier Mandatory (0)      |
| Premier 5 (0)              |
| Premier (0)                |
| International (2)          |

| N.º | Fecha                    | Torneo | Superficie    | Oponente en la final | Resultado     |
| --- | ------------------------ | ------ | ------------- | -------------------- | ------------- |
| 1.  | 19 de febrero de 2012    | Bogotá | Tierra batida | Aleksandra Panova    | 6-2, 7-5      |
| 2.  | 25 de septiembre de 2016 | Seúl   | Dura          | Monica Niculescu     | 6-0, 2-6, 6-0 |

#### Finalista (2)
| N.º | Fecha               | Torneo | Superficie    | Oponente en la final | Resultado |
| --- | ------------------- | ------ | ------------- | -------------------- | --------- |
| 1.  | 15 de abril de 2017 | Bogotá | Tierra batida | Francesca Schiavone  | 4-6, 5-7  |
| 2.  | 15 de abril de 2018 | Bogotá | Tierra batida | Anna Schmiedlová     | 2-6, 4-6  |

### Dobles (8)
| Leyenda                    |
| Grand Slam (0)             |
| WTA Tour Championships (0) |
| Premier Mandatory (0)      |
| Premier 5 (0)              |
| Premier (0)                |
| International (8)          |

| N.º | Fecha                    | Torneo   | Superficie        | Pareja             | Oponentes en la final                | Resultado            |
| --- | ------------------------ | -------- | ----------------- | ------------------ | ------------------------------------ | -------------------- |
| 1.  | 14 de abril de 2013      | Katowice | Tierra batida (i) | Lourdes Domínguez  | Ioana Raluca Olaru Valeria Soloviova | 6-4, 7-5             |
| 2.  | 13 de abril de 2014      | Bogotá   | Tierra batida     | Caroline Garcia    | Vania King Chanelle Scheepers        | 7-6(5), 6-4          |
| 3.  | 21 de septiembre de 2014 | Seúl     | Dura              | Irina-Camelia Begu | Mona Barthel Mandy Minella           | 6-3, 6-3             |
| 4.  | 28 de febrero de 2015    | Acapulco | Dura              | María Teresa Torró | Andrea Hlaváčková Lucie Hradecká     | 7-6(2), 5-7, [13-11] |
| 5.  | 27 de septiembre de 2015 | Seúl     | Dura              | Andreja Klepač     | Kiki Bertens Johanna Larsson         | 2-6, 6-3, [10-6]     |
| 6.  | 16 de abril de 2016      | Bogotá   | Tierra batida     | Tatjana Maria      | Gabriela Cé Andrea Gámiz             | 6-2, 4-6, [10-8]     |
| 7.  | 17 de julio de 2016      | Gstaad   | Tierra batida     | Xenia Knoll        | Annika Beck Evgeniya Rodina          | 6-1, 3-6, [10-8]     |
| 8.  | 22 de septiembre de 2019 | Seúl     | Dura              | Tatjana Maria      | Hayley Carter Luisa Stefani          | 7-6(7), 3-6, [10-7]  |

#### Fiinalista (6)
| N.º | Fecha                 | Torneo      | Superficie    | Pareja             | Oponentes en la final              | Resultado        |
| --- | --------------------- | ----------- | ------------- | ------------------ | ---------------------------------- | ---------------- |
| 1.  | 12 de octubre de 2014 | Osaka       | Dura          | Tatjana Maria      | Shuko Aoyama Renata Voráčová       | 1-6, 2-6         |
| 2.  | 23 de mayo de 2015    | Núremberg   | Tierra batida | Ioana Raluca Olaru | Hao-Ching Chan Anabel Medina       | 4-6, 6-7(4)      |
| 3.  | 26 de julio de 2015   | Bad Gastein | Tierra batida | Lucie Hradecká     | Danka Kovinić Stephanie Vogt       | 6-4, 4-6, [3-10] |
| 4.  | 8 de agosto de 2015   | Washington  | Dura          | Andreja Klepač     | Belinda Bencic Kristina Mladenovic | 5-7, 6-7(7)      |
| 5.  | 18 de octubre de 2015 | Hong Kong   | Dura          | Andreja Klepač     | Alizé Cornet Yaroslava Shvédova    | 5-7, 4-6         |
| 6.  | 22 de julio de 2018   | Gstaad      | Tierra batida | Timea Bacsinszky   | Alexa Guarachi Desirae Krawczyk    | 6-4, 4-6, [6-10] |

## WTA 125s (1)
| N.º | Fecha                 | Torneo | Superficie    | Oponente en la final | Resultado |
| --- | --------------------- | ------ | ------------- | -------------------- | --------- |
| 1.  | 17 de febrero de 2013 | Cali   | Tierra batida | Catalina Castaño     | 6-3, 6-2  |

## Títulos ITF
| Torneo de $100 000 |
| Torneo de $75 000  |
| Torneo de $50 000  |
| Torneo de $25 000  |
| Torneo de $10 000  |

| Resultado | N.º | Fecha                    | Torneo                                   | Superficie | Oponente               | Resultado     |
| --------- | --- | ------------------------ | ---------------------------------------- | ---------- | ---------------------- | ------------- |
| Ganadora  | 1.  | 5 de julio de 2008       | ITF $10.000 Oviedo, España               | Hard       | Hermon Brhane          | 7-6(2), 6-4   |
| Finalista | 2.  | 26 de octubre de 2008    | ITF $10.000 San Cugat del Vallés, España | Clay       | Eva Fernández-Brugués  | 4-6, 6-7      |
| Ganadora  | 3.  | 26 de abril de 2009      | ITF $10 000 Torrente, España             | Clay       | Marta Marrero          | 6-2, 6-3      |
| Ganadora  | 4.  | 20 de septiembre de 2009 | ITF $10 000 Lérida, España               | Clay       | Diana Enache           | 6-3, 5-7, 6-2 |
| Ganadora  | 5.  | 24 de octubre de 2009    | ITF $10 000 Sevilla, España              | Clay       | Neda Kozić             | 6-1, 6-2      |
| Ganadora  | 6.  | 9 de mayo de 2010        | ITF $10 000 Badalona, España             | Clay       | Yevguenia Kryvoruchko  | 6-4, 6-3      |
| Ganadora  | 7.  | 7 de noviembre de 2010   | ITF $10 000 Mallorca 4, España           | Clay       | Sandra Soler-Sola      | 6-3, 6-3      |
| Ganadora  | 8.  | 14 de noviembre de 2010  | ITF $10,000 Mallorca 5, España           | Clay       | Maria João Koehler     | 7-6(2), 6-3   |
| Ganadora  | 9.  | 28 de noviembre de 2010  | ITF $10 000 Vall de Uxó, España          | Clay       | Nanuli Pipiya          | 7-5, 7-6(6)   |
| Ganadora  | 10. | 5 de diciembre de 2010   | ITF $10 000 Vinaroz, España              | Clay       | Cristina Dinu          | 6-2, 6-0      |
| Ganadora  | 11. | 13 de febrero de 2011    | ITF $10 000 Mallorca 2, España           | Clay       | Conny Perrin           | 6-1, 6-2      |
| Ganadora  | 12. | 13 de marzo de 2011      | ITF $10 000 Madrid, España               | Clay       | Leticia Costas-Moreira | 6-4, 6-2      |

## Clasificación en torneos del Grand Slam

### individual
| Torneo                 | 2012 | 2013 | 2014 | 2015 | 2016 | 2017 | 2018 | 2019 | 2020 | Títulos |
| ---------------------- | ---- | ---- | ---- | ---- | ---- | ---- | ---- | ---- | ---- | ------- |
| Australian Open        | -    | 1R   | 1R   | 2R   | 2R   | 1R   | 2R   | 1R   | Q3R  | 0       |
| Roland Garros          | 1R   | -    | -    | 1R   | 1R   | 1R   | 2R   | -    | 1R   | 0       |
| Wimbledon              | -    | 1R   | -    | 2R   | 2R   | 1R   | 2R   | -    | -    | 0       |
| US Open                | 2R   | 1R   | -    | 1R   | 1R   | 1R   | 2R   | 2R   | -    | 0       |
| WTA Tour Championships | -    | -    | -    | -    | -    | -    | -    | -    | -    | 0       |

### Dobles
| Torneo                 | 2012 | 2013 | 2014 | 2015 | 2016 | 2017 | 2018 | Títulos |
| ---------------------- | ---- | ---- | ---- | ---- | ---- | ---- | ---- | ------- |
| Australian Open        | -    | 1R   | -    | 2R   | 1R   | 1R   |      | 0       |
| Roland Garros          | -    | -    | -    | 2R   | 1R   | 1R   |      | 0       |
| Wimbledon              | -    | 1R   | -    | 2R   | 1R   | 2R   |      | 0       |
| US Open                | -    | -    | -    | CF   | 2R   | 2R   |      | 0       |
| WTA Tour Championships | -    | -    | -    | -    | -    | -    |      | 0       |